# Ледан, Рене
Рене Ледан (фр. René Ledent; 8 ноября 1907 — дата смерти неизвестна) — бельгийский футболист, играл на позиции нападающего. Участник чемпионата мира 1934 года.

## Биография

### Игровая карьера
Всю свою футбольную карьеру, насчитывающую 10 сезонов, играл за льежский «Стандард».
Дебютировал за сборную Бельгии 8 января 1928 года в товарищеском матче со сборной Австрии — Бельгия проиграла со счётом 1:2. Был включён в состав сборной на чемпионат мира 1934 года, но на поле не выходил.